# Renée Elise Goldsberry
Renée Elise Goldsberry (San José, California, 2 de enero de 1971) es una actriz, cantante y compositora estadounidense, reconocida por su papel como Angélica Schuyler Church en el musical de Broadway Hamilton, por el que ganó un premio Tony en 2016 a mejor actriz de reparto en un musical. Sus otros créditos en Broadway incluyen el papel de Nettie Harris en The Color Purple, Mimi Márquez en Rent y Nala en The Lion King. Ha actuado en numerosas ocasiones en televisión. Sus interpretaciones más reconocidas en producciones televisivas son las de Geneva Pine en The Good Wife y Evangeline Williamson en One Life to Live, por la cual recibió dos nominaciones a los premios Daytime Emmy.
En 2017, Goldsberry interpretó a Henrietta Lacks en la serie de HBO The Immortal Life of Henrietta Lacks. En 2018 interpretó a Quellcrist Falconer en la serie ciberpunk de Netflix Altered Carbon, en la que cantó "Ain't No Grave", canción de Johnny Cash en los créditos finales del último episodio de la primera temporada.

## Filmografía

### Cine
| Año  | Título                              | Rol            | Notas                  |
| ---- | ----------------------------------- | -------------- | ---------------------- |
| 2001 | Palco & Hirsch                      | Jessica        |                        |
| 2001 | All About You                       | Nicole Taylor  | Compositora y cantante |
| 2002 | Turnaround                          | Rachel         |                        |
| 2008 | Pistol Whipped                      | Drea Smalls    |                        |
| 2009 | Jump the Broom: A Musical           | Ayana          | Corto                  |
| 2014 | Every Secret Thing                  | Cynthia Barnes |                        |
| 2015 | Sisters                             | Kim            |                        |
| 2018 | The House with a Clock in Its Walls | Selena Izzard  |                        |
| 2019 | Waves                               | Catherine      |                        |

### Televisión
| Año           | Título                                          | Rol                             | Notas                                                           |
| ------------- | ----------------------------------------------- | ------------------------------- | --------------------------------------------------------------- |
| 1997–2002     | Ally McBeal                                     | Singer                          | 43 episodios                                                    |
| 1999          | Ally                                            | Singer                          | 3 episodios                                                     |
| 2002          | Providence                                      | Clare                           | Episodio: "The Start of Something Big"                          |
| 2002          | Any Day Now                                     | Beverly Morris                  | Episodio: "The Real Thing"                                      |
| 2002          | That '80s Show                                  | Spokesmodel #2                  | Episodio: "Road Trip"                                           |
| 2002          | Star Trek: Enterprise                           | Crewman Kelly                   | Episodio: "Vox Sola"                                            |
| 2002          | One on One                                      | Paulette                        | Episodio: "Fatal Attractions"                                   |
| 2003–07       | One Life to Live                                | Evangeline Williamson           | 272 episodios                                                   |
| 2008          | The Return of Jezebel James                     | Paget Kaufman                   | 2 episodios                                                     |
| 2008          | Rent: Filmed Live on Broadway                   | Mimi Marquez                    | TV film                                                         |
| 2008          | Life on Mars                                    | Denise Watkins                  | Episodio: "Things to Do in New York When You Think You're Dead" |
| 2010          | Royal Pains                                     | Sra. Phillips                   | Episodio: "Big Whoop"                                           |
| 2010          | White Collar                                    | Ellen Samuel                    | Episodio: "Company Man"                                         |
| 2010–16       | The Good Wife                                   | Geneva Pine                     | 23 episodios                                                    |
| 2013          | The Following                                   | Olivia Warren                   | 3 episodios                                                     |
| 2013          | Save Me                                         | Mary                            | Episodio: "The Book of Beth"                                    |
| 2013–14       | Law & Order: Special Victims Unit               | Defensora Abogada Martha Marron | 3 episodios                                                     |
| 2014          | Masters of Sex                                  | Morgan Hogue                    | Episodio: "Blackbird"                                           |
| 2015          | Younger                                         | Courtney Ostin                  | Episodio: "Hedonism"                                            |
| 2016          | I Shudder                                       | Lucy Wainscott                  | TV film                                                         |
| 2017          | The Get Down                                    | Misty Holloway                  | Episodio: "Gamble Everything"                                   |
| 2017          | The Immortal Life of Henrietta Lacks            | Henrietta Lacks                 | TV film                                                         |
| 2018–19       | La guardia del león                             | Dhahabu (voz)                   | 2 episodios                                                     |
| 2018–20       | Altered Carbon                                  | Quellcrist Falconer             | Serie regular                                                   |
| 2019          | Documentary Now!                                | Dee Dee                         | Episodio: "Original Cast Album: Co-Op"                          |
| 2019–21       | Evil                                            | Renée Harris                    | 3 episodios                                                     |
| 2019–21       | Fast & Furious: Spy Racers                      | Sra. Nowhere (voz)              | Rol Principal                                                   |
| 2020          | Zoey's Extraordinary Playlist                   | Ava Price                       | 3 episodios                                                     |
| 2020          | Dragons: Rescue Riders: Secrets of the Songwing | Melodia (voz)                   | TV special                                                      |
| 2021          | Centaurworld                                    | Waterbaby (voz)                 | 7 episodios                                                     |
| 2021–presente | Girls5eva                                       | Wickie Roy                      | Rol Principal                                                   |
| 2022          | Eureka!                                         | Roxy (voz)                      | Rol Principal                                                   |
| 2022          | She-Hulk: Attorney at Law                       | Mallory Book                    | Rol principal; 5 episodios                                      |